# Thandor – Die Invasion
Thandor – Die Invasion ist ein Echtzeitstrategie-Computerspiel des deutschen Entwicklers Planet4. Es wurde am 13. Januar 2000 durch den deutschen Publisher Innonics veröffentlicht. Als eines der ersten Spiele in seinem Genre verwendete Thandor 3D-Animationen zur Darstellung von Einheiten und Terrain.
Das Spiel erhielt im deutschsprachigen Raum zwar einiges Lob, international erhielt es nur mäßige Kritiken, was sich auf die Verkaufszahlen niederschlug.

## Handlung
Schauplatz des Spiels ist die ferne Galaxie Thandor. Das aggressive Volk der Golrathen beginnt mit der Eroberung umliegender Systeme. Da sich die einzelnen Völker allein nicht imstande sehen, dieser Bedrohung Herr zu werden, schließen sie sich zur Allianz von Avares (kurz Ares) zusammen, mit deren Hilfe die Golrathen zurückgedrängt, aber nicht gänzlich besiegt werden können. Das gemeinsame Bündnis zerfiel daraufhin durch innere Streitigkeiten und die ehemaligen Verbündeten begannen sich zu bekriegen, während die Golrathen langsam wieder an Stärke gewinnen. In dieser Situation übernimmt der Spieler das Kommando über die letzten loyalen Truppen von Ares, um zunächst die ehemaligen Verbündeten wieder – auch mittels Gewalt – zusammenzuschließen und dann schließlich die Golrathen zu bezwingen, was auch gelingt.

## Spielmechanik
Das Spiel hält sich in der Mechanik und Bedienung an die üblichen Genrekonventionen.
Es besitzt einen rudimentären Wirtschaftskreislauf, in dem die beiden Rohstoffe Tritium und Xenit mittels Pumpe bzw. Mine gefördert werden müssen und in Tanks bzw. Silos zwischengelagert werden. Das bläulich schimmernde Tritium wird in Kraftwerken in Energie umgewandelt, während goldig glänzende Xenit als Erz vordergründig zum Bau neuer Gebäude und Fahrzeuge verwendet wird. Mittels sogenannter Pionierfahrzeuge können Stützpunkte außerhalb des anfänglichen Bebauungsradius errichtet werden.
Einheiten werden in Jeeps, Panzer, Walker, Schiffe, Gleiter und Flugzeuge unterschieden und in spezifischen Fabriken hergestellt. Weitere Technologien, Gebäudearten, Chassis und Waffensysteme können im Forschungsbaum weiterentwickelt werden. Anders als aber andere Genrevertreter wie Earth 2150 und Command & Conquer besitzen die verschiedenen Fraktionen immer dieselben Fahrzeuge.
Ziel eines jeden Gefechtes, das stets auf der Planetenoberfläche stattfindet, ist es, die gegnerischen Einheiten und Gebäude zu zerstören. Mittels Diplomatie kann das Ziel schneller erreicht werden, indem der Spieler mit anderen Fraktionen Frieden schließen oder sich sogar mit einer Fraktion unter seiner Farbe vereinigen kann.
Das Spiel wird aus der Vogelperspektive gespielt, verzichtet allerdings auf eine starre isometrische Sicht und führt als eines der ersten Strategiespiele überhaupt ein frei schwenk- und zoombare Kameraführung ein. Das Schlachtfeld muss zunächst aufgrund des Nebels des Krieges erkundet werden. Die Sicht wird dabei durch das Terrain eingeschränkt (Line of Sight). Die verschiedenen Landschaften (Gras-, Wüsten-, Eis- und Lavawelten) haben keine Auswirkungen auf die Strategie.
Neben einer linearen, aus 21 Missionen bestehenden Einzelspieler-Kampagne gibt es einen Mehrspielermodus, der über LAN oder das Internet spielbar ist.

## Technik und Entwicklung
Das Spiel wurde von dem Studio Planet4 aus Hannover entwickelt, deren Mitarbeiter sich durch ihr Studium kannten. Das Spiel wurde zunächst von Innonics GmbH veröffentlicht, später von JoWood Entertainment. Für das Spiel wurde eine eigene 3D-Engine entwickelt.

## Vermarktung
Als Publisher trat zunächst Innonics und nach deren Bankrott JoWooD auf. In Russland wurde das Spiel von Buka Entertainment veröffentlicht. Anfangs glaubten Entwickler und Publisher noch an den Erfolg, sodass an einer erweiterten Version 1.5 gearbeitet sowie Pläne für einen Nachfolger geschmiedet wurden. Allerdings floppte das Spiel finanziell und infolge des Misserfolgs musste der Spielentwickler Planet4 schließen.
2009 ist die Wort-Bildmarke Thandor abgelaufen und wurde in dessen Folge aus den Markenregistern gelöscht.

## Rezeption
Das Spiel erhielt vor allem von deutschsprachigen Magazinen viel Aufmerksamkeit und gute Bewertungen. Außerhalb fiel die Kritik dagegen verhaltener aus.
Während die Grafik als äußerst gelungen hervorgehoben und die Einstiegsfreundlichkeit gelobt wurde, wurden der Ressourcenhunger und die damit verbundene langsame Spielgeschwindigkeit sowie die generelle Kreativlosigkeit bemängelt.